# Phlebia introversa
Phlebia introversa är en svampart som först beskrevs av Rehill & B.K. Bakshi, och fick sitt nu gällande namn av Hjortstam 1995. Phlebia introversa ingår i släktet Phlebia och familjen Meruliaceae.   Inga underarter finns listade i Catalogue of Life.